# Porta San Giorgio (Vérone)
La Porta San Giorgio est une porte de ville fortifiée située le long des murs de Vérone, sur la gauche de l'Adige.

## Histoire
La première phase de construction a vu l'édification de l'enceinte fortifiée de la famille Scaliger, commandée par Cangrande della Scala et construite entre 1321 et 1324, sur la base d'un projet du maître Calzaro, qui prévoyait la construction d'une porte d'entrée de la ville, déjà dédiée à San Giorgio. Au XVIe siècle, il y a eu les travaux de rénovation des murailles, dans le cadre du renforcement par la République de Venise des fortifications de Vérone, qui avaient pour but de les rendre plus adaptées à l'introduction de la poudre à canon ; c'est ainsi que la porte d'accès a également été rénovée, construite entre 1525 et 1526 sur un projet de Giovanni Maria Falconetto. Cependant, le côté vers la ville resta inachevé et ne fut achevé qu'en 1840 par les Austro-Hongrois, sous la direction de l'Office Royal Impérial des Fortifications de Vérone.

## Description

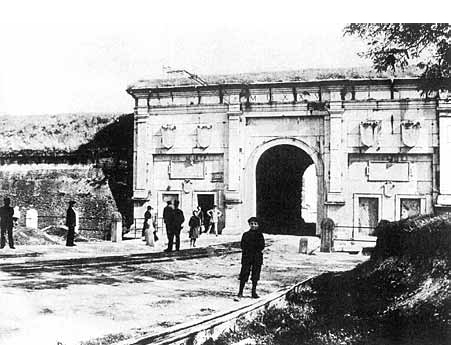
Une photo du début des années 1900

La façade vers l'extérieur reste intacte depuis la porte Renaissance, recouverte de pierre blanche lisse, configurée selon le schéma classique de l'arc de triomphe, avec l'arc central principal, mais avec la combinaison inhabituelle des portails latéraux avec architraves. La composition est d'ordre dorique, ornée d'écussons et de plaques commémoratives des protecteurs vénitiens. Le bâtiment du XIXe siècle, donc érigé sur la façade intérieure, vers la ville, correspond aux dimensions, en plan et en élévation, établies par la façade extérieure. Dans cette seconde élévation, à parement de tuffeau rustique, la division en trois travées est conservée, comme dans l'élévation externe, mais le dessin des trois grandes arches, de taille égale, est conforme à l'architecture des nouvelles fortifications. La porte était également autrefois équipée de ponts-levis en bois, qui descendaient sur le pont qui traversait une partie des douves.

## Galerie

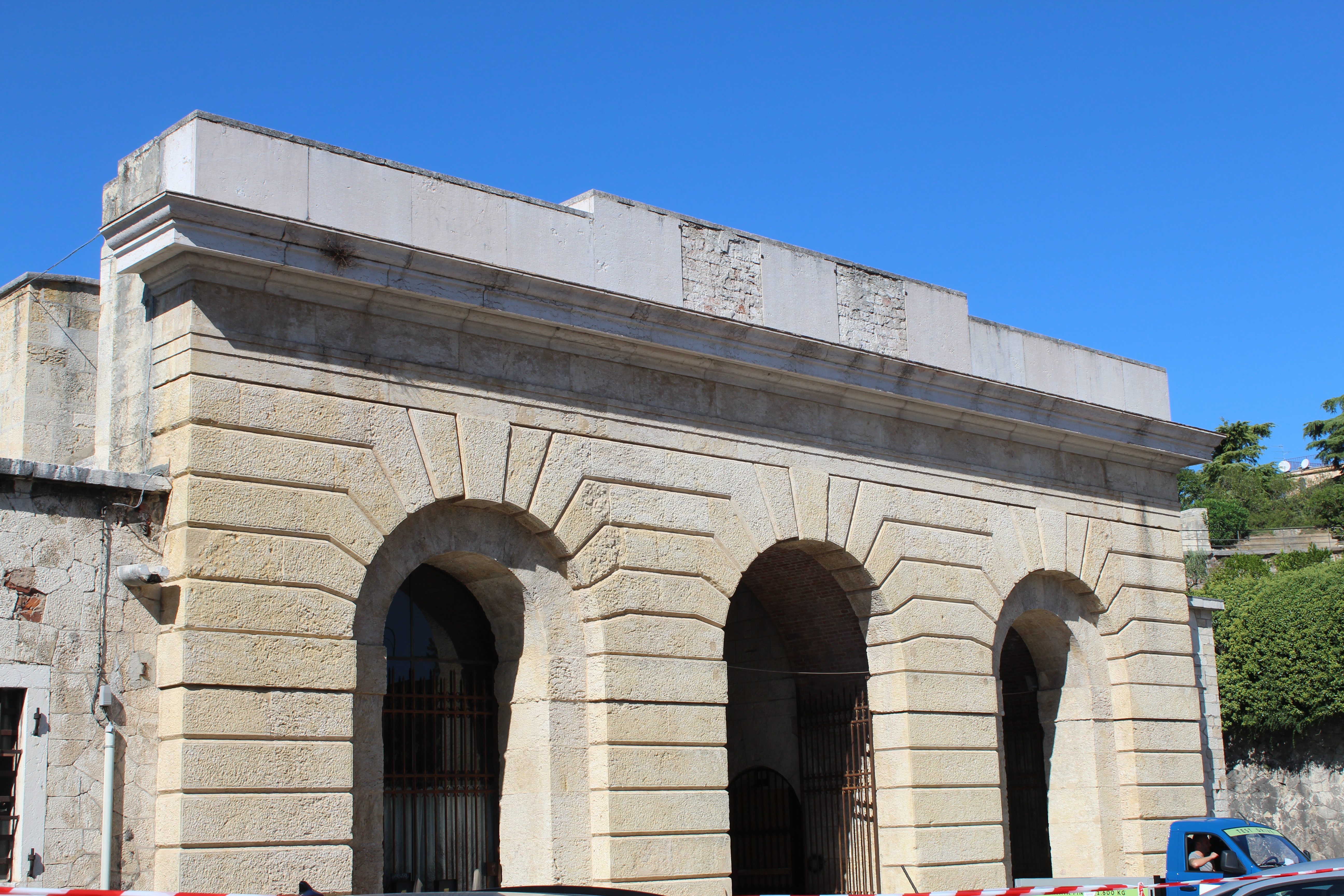
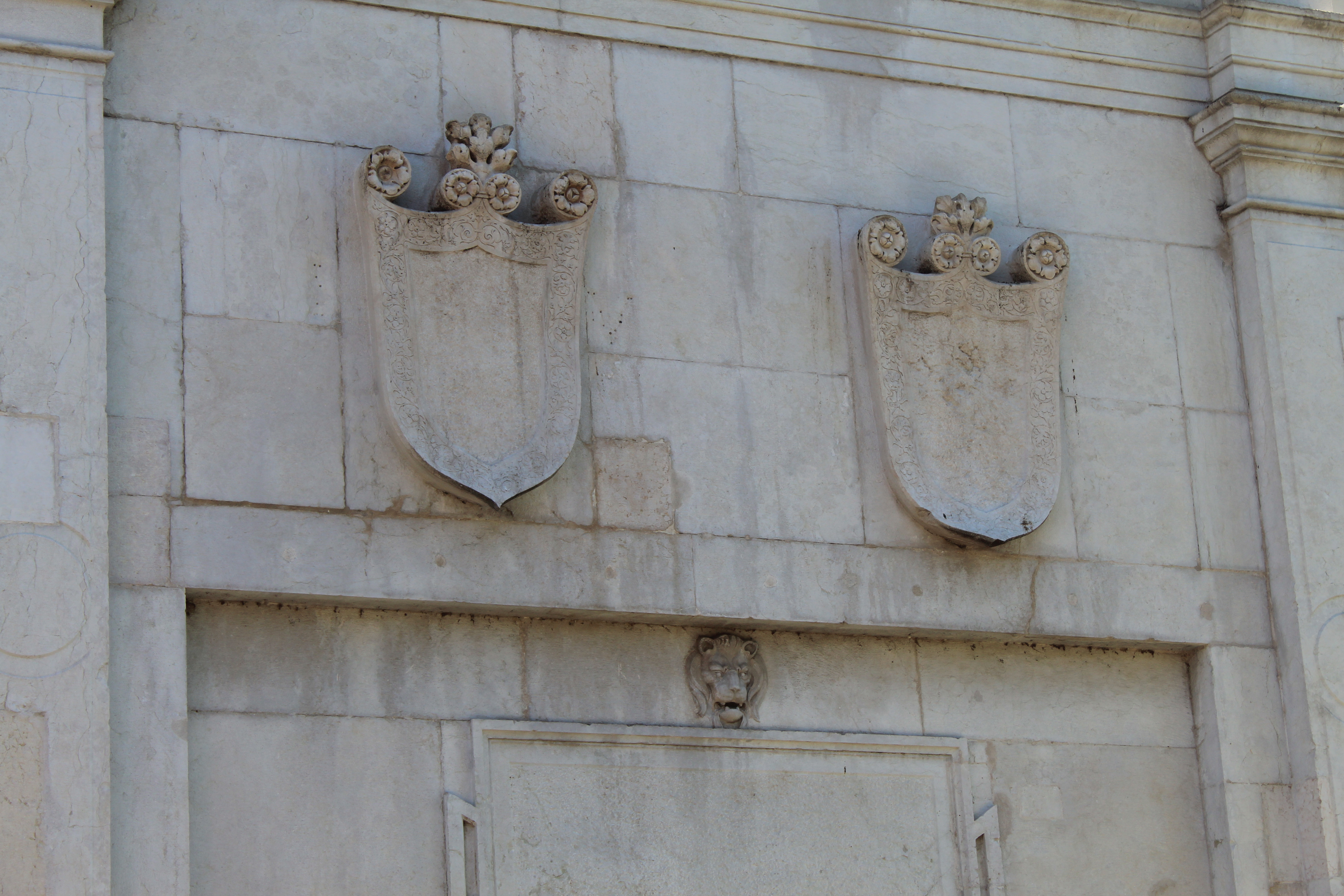
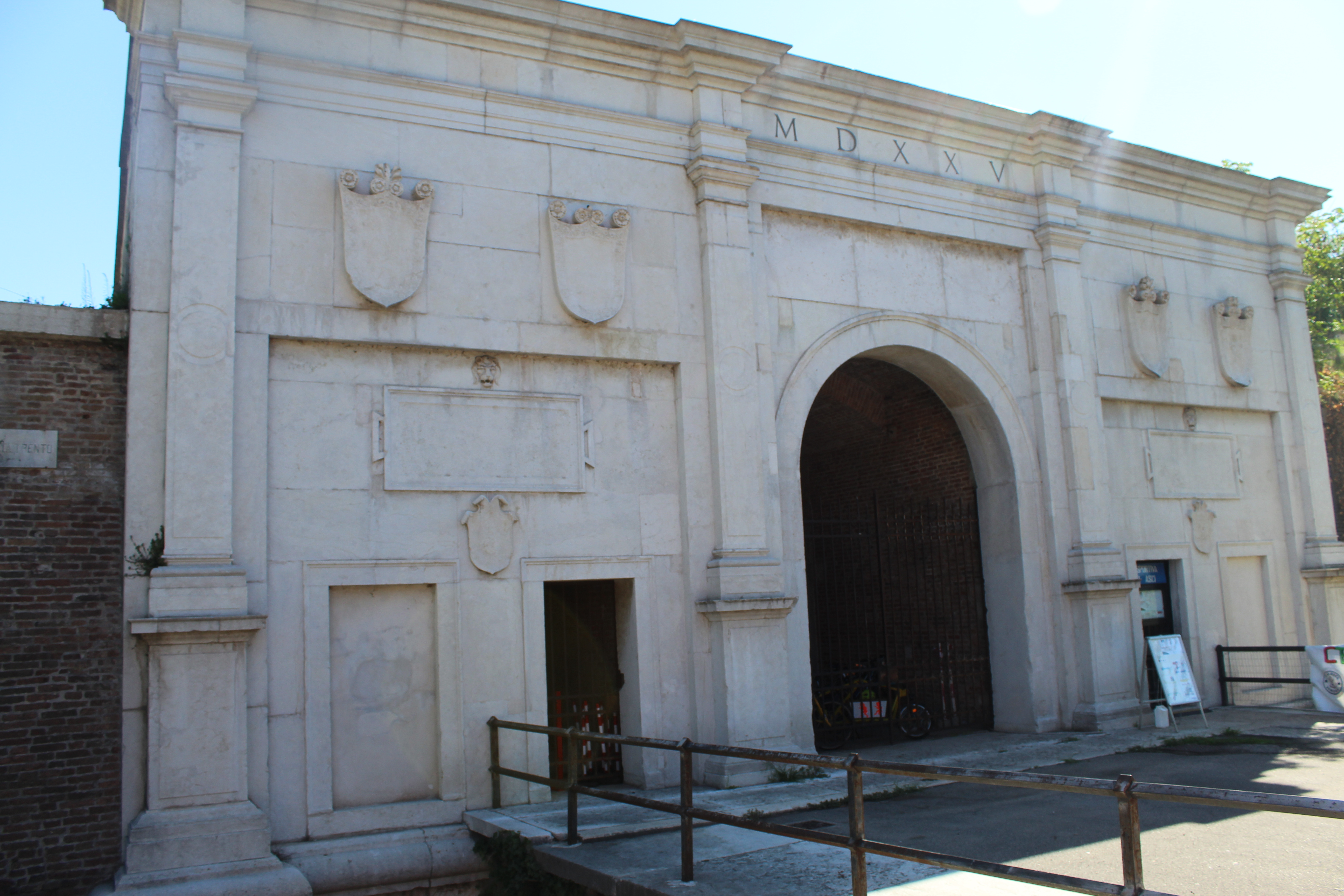